# 리쿤청 (작사가)

리쿤청(李坤城)은 대만의 음악작사가이다.